# Indre (Loire-Atlantique)
Pour les articles homonymes, voir Indre et île de la Motte.
Indre (ɛ̃dʁ(ə)) est une commune de l'Ouest de la France située dans le département de la Loire-Atlantique, en région Pays de la Loire. Située de part et d'autre de la Loire à environ 8 km en aval du centre de Nantes, elle est avec 4100 habitants en 2021 la deuxième plus petite commune de l'agglomération nantaise.
À l'origine constituée par des villages situés sur les îles de Haute-Indre, Basse-Indre et Indret, elle est aussi appelée « cité des trois îles ».
À la fin du XVIIIe siècle et au début du XIXe siècle, Indre devient un centre industriel notable avec la création de deux entreprises métallurgiques encore en activité de nos jours : l'arsenal d'Indret (aujourd'hui établissement de Naval Group) et les forges de Basse-Indre (aujourd'hui dans le groupe Arcelor-Mittal).

## Géographie

### Situation

Situation de la commune d'Indre dans le département de la Loire-Atlantique.

La commune est située à cheval sur le lit principal de la  Loire, précisément dans l'ancien lit du fleuve avant son aménagement. Sur la rive nord de la Loire, elle s'étend sur une longueur d'environ 3 km et une largeur d'environ 1 km. Sur la rive sud, sa longueur est d'environ 2,5 km et sa largeur de moins d'un kilomètre.
La limite est de la commune sur la rive nord de la Loire est située à 1,5 km de le limite ouest de Nantes (quartier de Roche Maurice), dont elle est séparée par le territoire fluvial de Saint-Herblain.
La mairie d'Indre, située à Basse-Indre, est à environ 8 km de la mairie de Nantes.

### Communes limitrophes
Les communes limitrophes sont  Bouguenais, Couëron, La Montagne, Saint-Herblain et Saint-Jean-de-Boiseau.

### Géographie physique
La commune est formée de trois anciens îlots de granit faisant partie du sillon de Bretagne, dans sa traversée de la Loire, situés le plus en amont de l'estuaire de la Loire.
Après l'aménagement de la Loire au XVIIIe et XIXe siècles et la création de digues permettant de rétrécir la Loire (de 2 km à Paimbœuf à 200 m à la hauteur de Roche-Maurice) ce qui a eu pour conséquence le comblement des bras nord et sud par des dépôts de sédiments, et le rehaussement de près de 6 m du niveau de l'eau pour accueillir les bateaux de fort tonnage.
La Basse-Indre et La Haute-Indre se sont peu à peu ancrées sur la rive nord, tandis qu'Indret est resté sur la rive sud.
Des routes en chaussées surélevées ainsi que des comblements divers ont fait disparaitre, en partie, l'aspect insulaire de cette commune atypique qui vivait au milieu du fleuve et de ses ressources, de la pêche et des industries navales.
L'altitude d'Indre varie entre 0 et 26 m.

### Géologie
Géologiquement Indre fait partie du massif armoricain, sur le Sillon de Bretagne et est composée en grande partie de roche métamorphique dont le gneiss à surface tubulaire et le micaschiste. La Basse-Indre est bâtie sur un monticule d'amphibolite alternant avec du micaschiste
tandis que La Haute-Indre est bâtie sur des dalles
d'amphibolite schistoïde nodulaire ou à nodule de feldspath avec de petites quantités de calcite et de chalcopyrite. Ceci semble indiquer un ancien synclinal
de micaschiste.

### Les îles
Ancienne cité de pêcheurs située à 8 km en aval du centre de Nantes, Indre était à l'origine formé de trois îlots de granit, situés au milieu du lit de la Loire. À la suite des différents aménagements du fleuve, Basse-Indre et Haute-Indre se sont ancrées sur la rive Nord, Indret sur la rive Sud.
Un bac assure la liaison entre La Basse-Indre et Indret. L'âme insulaire de la commune subsiste toujours : l'emploi d'« Indre » est peu fréquent, les habitants préférant utiliser le nom de chacune des anciennes îles.

#### Île de la Motte
L'Île de la Motte est une île inhabitée et protégée. Elle constitue un espace naturel pour la faune et la flore locales.

#### Basse-Indre
Les habitants de Basse-Indre sont appelés les Bas-Indrais et les Bas-Indraises.
Basse-Indre (basɛ̃dʁ(ə)) est séparé de l'île de la Motte par le Maestro, petit bras de la Loire où jadis les pécheurs accostaient sur le « môle ». Elle fut le premier port civellier de France, avant d'être le premier port sidérurgique d'Europe. Dans le roman d'Alphonse Daudet Jack, dont une partie de l'histoire se situe à l'arsenal d'Indret, un personnage porte le nom de « Labassindre »
Basse-Indre est l'île principale la plus peuplée et la plus haute. Elle est en forme de chaloupe, sillonnée par de nombreuses venelles grimpant jusqu'à la Grand'Rue, nom donné à l'ancienne rue commerçante. Autrefois l'île était composée de trois quartiers distincts. À l'ouest, habitaient les ouvriers des Forges, au centre les pêcheurs et à l'est, au point culminant de Basse-Indre, la Roche, les notables.
Sur le rocher de cette île, à l'origine, seules des voitures à bras et des brouettes pouvaient circuler dans les venelles. À l'arrivée des voitures, il a été nécessaire de rogner sur les jardins pour en faire des rues accessibles.

#### Haute-Indre
Ses habitants sont appelés les Haut-Indrais et les Haut-Indraises.
La Haute-Indre (ʔotɛ̃dʁ(ə)) était baignée par la Loire et située entre les étiers de Tougas, des Chevraies et des Chaintres. C'était autrefois une île de pêcheurs, de marins bargers, de navigateurs au cabotage, de pilotes et de capitaines au long cours. Ses habitants la surnommaient « la Haute-Pena ». La plupart des Haut-Indrais possédaient un bateau, en raison de la menace constante des crues de la Loire. À son sommet on trouve un moulin datant d'avant la Révolution : le chemin du meunier conduisait autrefois « par la vallée » à Saint-Herblain où il se ravitaillait en grains.

#### Indret
Ses habitants sont appelés les Indretois et les Indretoises.
Pour des raisons de commodité, l'arsenal d'Indret a demandé son rattachement au bureau de poste de La Montagne dont le code postal est 44620 et est donc différent du reste d'Indre.
Saint Hermeland, après avoir découvert La Basse-Indre et La Haute-Indre, découvrit Indret et l'appela Antricium (petit antre), qui plus tard deviendra « Aindrette », puis « Indret ».
Située sur la rive sud de la Loire, Indret a d'abord été le site d'un château fort, le « château Mercœur » (cf. « Histoire » et « Patrimoine ») et est, depuis la fin du XVIIIe siècle, celui d'un arsenal de l'État, jadis une fonderie de canons, actuellement l'unité Propulsion de la DCNS (cf. « Histoire »). Le site de la DCNS associe des bâtiments industriels plus ou moins anciens et des bâtiments résidentiels (cité ouvrière) encore utilisés.

### Climat
Pour des articles plus généraux, voir Climat des Pays de la Loire et Climat de la Loire-Atlantique.
En 2010, le climat de la commune est de type climat océanique franc, selon une étude du CNRS s'appuyant sur une série de données couvrant la période 1971-2000. En 2020, Météo-France publie une typologie des climats de la France métropolitaine dans laquelle la commune est exposée à un climat océanique et est dans la région climatique Bretagne orientale et méridionale, Pays nantais, Vendée, caractérisée par une faible pluviométrie en été et une bonne insolation.
Pour la période 1971-2000, la température annuelle moyenne est de 12,2 °C, avec une amplitude thermique annuelle de 13,5 °C. Le cumul annuel moyen de précipitations est de 814 mm, avec 12,2 jours de précipitations en janvier et 6,3 jours en juillet. Pour la période 1991-2020, la température moyenne annuelle observée sur la station météorologique de Météo-France la plus proche, « Nantes-Bouguenais », sur la commune de Bouguenais à 4 km à vol d'oiseau, est de 12,7 °C et le cumul annuel moyen de précipitations est de 819,5 mm,. Pour l'avenir, les paramètres climatiques de la commune estimés pour 2050 selon différents scénarios d'émission de gaz à effet de serre sont consultables sur un site dédié publié par Météo-France en novembre 2022.
| Mois                                  | jan.           | fév.             | mars          | avril         | mai             | juin          | jui.           | août           | sep.           | oct.            | nov.            | déc.             | année      |
| ------------------------------------- | -------------- | ---------------- | ------------- | ------------- | --------------- | ------------- | -------------- | -------------- | -------------- | --------------- | --------------- | ---------------- | ---------- |
| Température minimale moyenne (°C)     | 3,4            | 3                | 4,9           | 6,6           | 9,8             | 12,7          | 14,3           | 14,2           | 11,8           | 9,5             | 5,9             | 3,7              | 8,3        |
| Température moyenne (°C)              | 6,4            | 6,7              | 9,2           | 11,4          | 14,7            | 17,8          | 19,7           | 19,8           | 17,1           | 13,5            | 9,4             | 6,7              | 12,7       |
| Température maximale moyenne (°C)     | 9,3            | 10,5             | 13,5          | 16,2          | 19,6            | 23            | 25,1           | 25,4           | 22,4           | 17,6            | 12,9            | 9,8              | 17,1       |
| Record de froid (°C) date du record   | −13 16.01.1985 | −15,6 15.02.1956 | −9,6 01.03.05 | −2,8 07.04.08 | −1,5 01.05.1945 | 3,8 01.06.06  | 5,8 10.07.1948 | 5,6 07.08.1956 | 2,8 19.09.1952 | −3,3 30.10.1997 | −6,8 21.11.1993 | −10,8 21.12.1946 | −15,6 1956 |
| Record de chaleur (°C) date du record | 18,2 27.01.03  | 22,6 27.02.19    | 24,2 30.03.21 | 28,3 30.04.05 | 32,8 26.05.17   | 39,1 18.06.22 | 42 18.07.22    | 39,6 07.08.20  | 35,4 09.09.23  | 30,4 09.10.23   | 21,8 01.11.15   | 18,4 04.12.1953  | 42 2022    |
| Ensoleillement (h)                    | 726            | 1 023            | 1 473         | 1 827         | 2 034           | 2 131         | 229            | 2 326          | 1 987          | 1 227           | 913             | 776              | 18 733     |
| Précipitations (mm)                   | 87,9           | 67,5             | 58,4          | 58,3          | 61              | 48,5          | 44,2           | 50,3           | 59,5           | 88,8            | 94,1            | 101              | 819,5      |

#### Températures et précipitations
Les records de température maximale et minimale sur Indre sont respectivement de 40,3 °C le 12 juillet 1949 et - 15,6 °C le 15 février 1956. Le jour le plus pluvieux a été le 7 juillet 1977 avec 94,9 mm en 24 heures.
| Mois                                            | jan.            | fév.             | mars            | avril           | mai             | juin            | jui.            | août            | sep.            | oct.            | nov.            | déc.             | année |
| ----------------------------------------------- | --------------- | ---------------- | --------------- | --------------- | --------------- | --------------- | --------------- | --------------- | --------------- | --------------- | --------------- | ---------------- | ----- |
| Température minimale moyenne (°C)               | 2,4             | 2,8              | 4               | 5,9             | 9               | 11,9            | 13,9            | 13,5            | 11,8            | 8,9             | 5,1             | 3                | 7,7   |
| Température moyenne (°C)                        | 5,4             | 6,2              | 8,1             | 10,4            | 13,6            | 16,9            | 19,1            | 18,7            | 16,8            | 13,1            | 8,6             | 6                | 11,9  |
| Température maximale moyenne (°C)               | 8,4             | 9,6              | 12,2            | 14,9            | 18,2            | 21,9            | 24,4            | 24              | 21,8            | 17,3            | 12              | 9                | 16,1  |
| Record de froid (°C) date du record             | −13 16/01/1985  | −15,6 15/02/1956 | −7 03/03/1965   | −2,6 11/04/1973 | −0,9 03/05/1979 | 3,8 03/06/1975  | 6,1 05/07/1975  | 5,6 07/08/1956  | 2,8 19/09/1952  | −3,3 30/10/1997 | −6,8 21/11/1993 | −10,2 27/12/1962 |       |
| Record de chaleur (°C) date du record           | 17,6 21/01/1969 | 21,4 28/02/1960  | 23,2 30/03/1965 | 27,5 15/04/1949 | 32 25/05/1953   | 36,8 30/06/1952 | 41,3 18/07/2022 | 37,4 04/08/1990 | 34,3 01/09/1961 | 27 02/10/1985   | 21,1 06/11/1955 | 18,4 04/12/1953  |       |
| Ensoleillement (h)                              | 72              | 99               | 148             | 187             | 211             | 239             | 267             | 239             | 191             | 140             | 91              | 70               | 1 956 |
| Précipitations (mm)                             | 86,6            | 70,2             | 69,1            | 49,9            | 64,1            | 45              | 46,4            | 44,8            | 62,2            | 79,2            | 86,9            | 84,1             | 788,5 |
| dont pluie (mm)                                 | 0               | 0                | 0               | 0               | 0               | 0               | 0               | 0               | 0               | 0               | 0               | 0                | 0     |
| dont neige (cm)                                 | 0               | 0                | 0               | 0               | 0               | 0               | 0               | 0               | 0               | 0               | 0               | 0                | 0     |
| Record de pluie en 24 h (mm) date du record     | 50,1 02/01/1961 | 31,9 27/02/1981  | 46,8 10/03/1967 | 36,4 09/04/1983 | 46,7 12/05/1981 | 35,9 02/06/1968 | 94,9 07/07/1977 | 53,4 28/08/1970 | 48,2 25/09/1975 | 42,5 09/10/1979 | 39 20/11/1970   | 35,8 14/12/1989  |       |
| Nombre de jours avec précipitations             | 12,8            | 11               | 11,1            | 8,9             | 11              | 7,7             | 6,7             | 7               | 8,4             | 10,4            | 11,1            | 11,5             | 117,6 |
| dont nombre de jours avec précipitations ≥ 5 mm | 6,1             | 4,8              | 4,9             | 3,6             | 4,5             | 2,9             | 2,7             | 3,1             | 3,9             | 5               | 6,2             | 6,1              | 53,7  |
| Humidité relative (%)                           | 88              | 84               | 80              | 77              | 78              | 76              | 75              | 76              | 80              | 86              | 88              | 89               | 81    |

| Diagramme climatique                                  |            |           |             |           |            |              |            |              |             |           |        |
| J                                                     | F          | M         | A           | M         | J          | J            | A          | S            | O           | N         | D      |
| 8,42,486,6                                            | 9,62,870,2 | 12,2469,1 | 14,95,949,9 | 18,2964,1 | 21,911,945 | 24,413,946,4 | 2413,544,8 | 21,811,862,2 | 17,38,979,2 | 125,186,9 | 9384,1 |
| Moyennes : • Temp. maxi et mini °C • Précipitation mm |            |           |             |           |            |              |            |              |             |           |        |

#### Phénomènes
| Mois                            | jan. | fév. | mars | avril | mai | juin | jui. | août | sep. | oct. | nov. | déc. | année |
| ------------------------------- | ---- | ---- | ---- | ----- | --- | ---- | ---- | ---- | ---- | ---- | ---- | ---- | ----- |
| Nombre de jours avec gel        | 9    | 7,6  | 5,3  | 1,1   | 0   | 0    | 0    | 0    | 0    | 0,2  | 2,6  | 9,7  | 15,9  |
| Nombre de jours avec neige      | 1,2  | 1,3  | 0,8  | 0,3   | 0   | 0    | 0    | 0    | 0    | 0    | 0,4  | 1,1  | 5,1   |
| Nombre de jours avec grêle      | 0,4  | 0,6  | 0,7  | 0,6   | 0,2 | 0,1  | 0,1  | 0    | 0    | 0,1  | 0,2  | 0,3  | 3,3   |
| Nombre de jours d'orage         | 0,3  | 0,2  | 0,4  | 0,7   | 2,3 | 2,4  | 2,1  | 2,3  | 1,4  | 1    | 0,5  | 0,4  | 14,1  |
| Nombre de jours avec brouillard | 7,3  | 5,1  | 3,8  | 2,3   | 2,4 | 2,2  | 2,2  | 4,2  | 5,6  | 7,5  | 7,1  | 8,6  | 58,2  |

#### Vent
| Mois                                 | jan.           | fév.           | mars           | avril         | mai           | juin          | jui.          | août          | sep.           | oct.           | nov.           | déc.           |
| ------------------------------------ | -------------- | -------------- | -------------- | ------------- | ------------- | ------------- | ------------- | ------------- | -------------- | -------------- | -------------- | -------------- |
| Record de vent (km/h) date du record | 112 25/01/1990 | 133 03/02/1990 | 112 24/03/1986 | 90 15/04/1990 | 97 12/05/1983 | 83 07/06/1987 | 76 03/07/1988 | 83 30/08/1992 | 108 13/09/1993 | 115 15/10/1987 | 104 12/11/1987 | 122 14/12/1989 |

## Urbanisme

### Typologie
Au 1er janvier 2024, Indre est catégorisée ceinture urbaine, selon la nouvelle grille communale de densité à sept niveaux définie par l'Insee en 2022.
Elle appartient à l'unité urbaine de Nantes, une agglomération intra-départementale regroupant 22  communes, dont elle est une commune de la banlieue,,. Par ailleurs la commune fait partie de l'aire d'attraction de Nantes, dont elle est une commune de la couronne,. Cette aire, qui regroupe 116 communes, est catégorisée dans les aires de 700 000 habitants ou plus (hors Paris),.

### Occupation des sols
Selon la base de données européenne d’occupation biophysique des sols Corine Land Cover (CLC), l'occupation des sols de la commune est caractérisée par l'importance des territoires artificialisés (40,1 % en 2018), en légère diminution cependant par rapport à 1990 (41,3 %), et des prairies (30,3 % en 2018).
La répartition détaillée était la suivante en 2018 : 
- zones urbanisées : 20,8 %
- zones industrielles ou commerciales et réseaux de communication : 19,3 %
- prairies : 30,3 %
- eaux continentales[Note 4] : 17,4 %
- zones humides intérieures : 9,1 %
- milieux à végétation arbustive et/ou herbacée : 1,9 %
- zones forestières : 1,1 %[23].

L'évolution de l’occupation des sols et des infrastructures de la commune peut être étudiée en comparant les représentations cartographiques successives de son territoire : la carte de Cassini (XVIIIe siècle), la carte d'état-major (1820-1866) et les cartes et photos aériennes de l'IGN pour la période actuelle (depuis 1950).

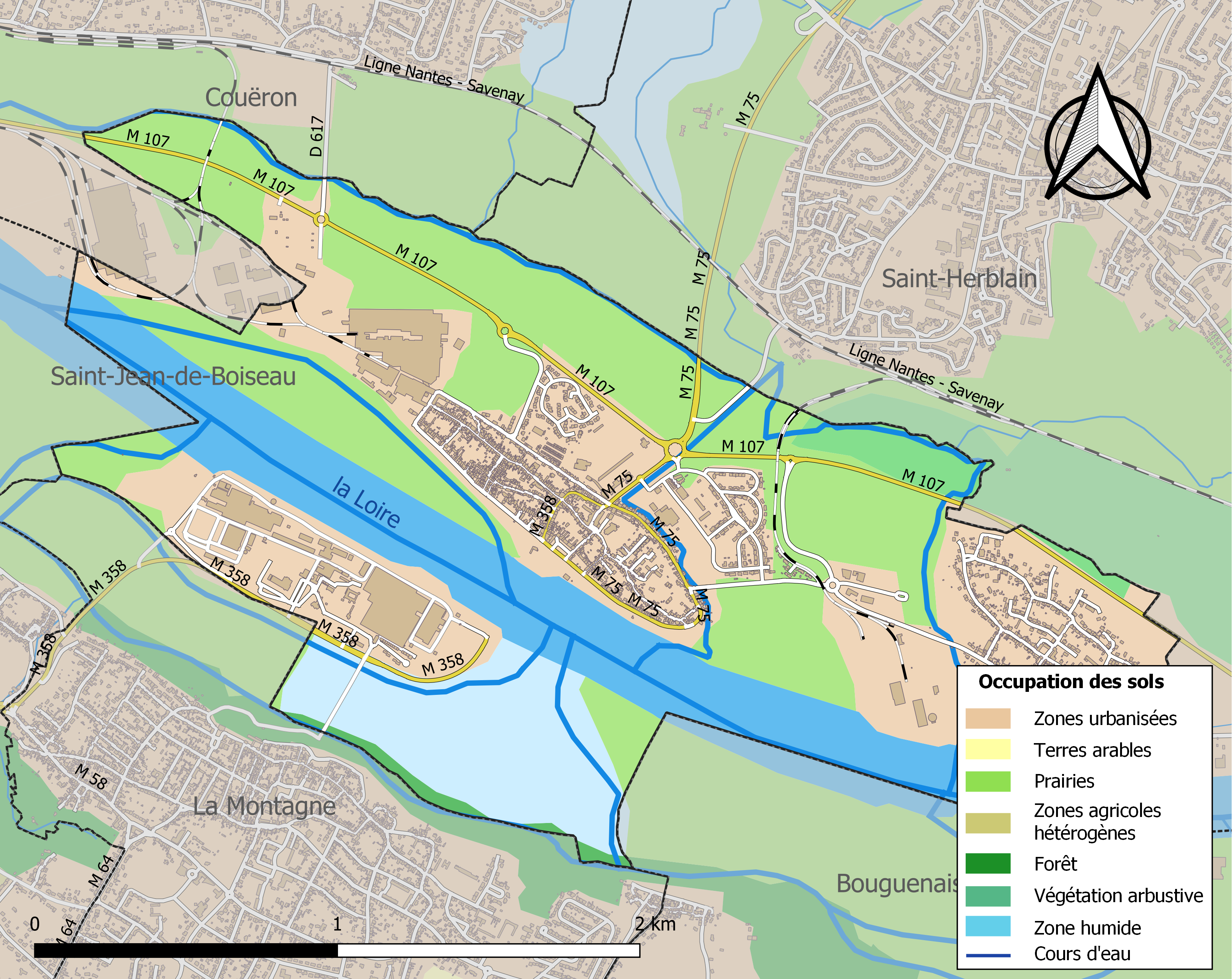
Carte des infrastructures et de l'occupation des sols de la commune en 2018 (CLC).

### Voies de communication

#### Par routes
Indre est desservie via terre à l'extrême nord de la commune par la D 107 (surnommée la route des sables), ainsi que la D 75 allant jusqu'à l'embarcadère du bac. Dans sa continuité et de l'autre rive (gauche), la D 358 longe la commune dans l'extrémité sud.
La Loire traverse la commune le long de La Haute-Indre et entre La Basse-Indre et Indret.

#### Transports en commun
À l'origine, la commune était desservie par la ligne Z. Actuellement[Quand ?], Indre est desservie par 3 lignes de bus (50 (relie la commune à la galerie marchande Atlantis le Centre, Orvault et aux 3 lignes de tramways), 81 (forme une boucle passant par la place Jacksonville, le bas Chantenay, Roche Maurice, Indre, Saint-Herblain et Bellevue) et E1) du réseau TAN. Une navette reliant le marché d'Indre aux quartiers et communes aux alentours fonctionne aussi le dimanche matin.

#### Transports ferroviaires
Indre est à proximité de la gare de La Basse-Indre - Saint-Herblain, sur la ligne Tours - Le Croisic. Celle-ci porte le nom de La Basse-Indre du fait de l'importance de la commune, plus peuplée que Saint-Herblain à cette époque, aux débuts du chemin de fer, ainsi que pour son activité industrielle, avec ses forges. Elle est desservie par les lignes 1  et 2 du réseau TER Pays de la Loire.

#### Transports fluviaux

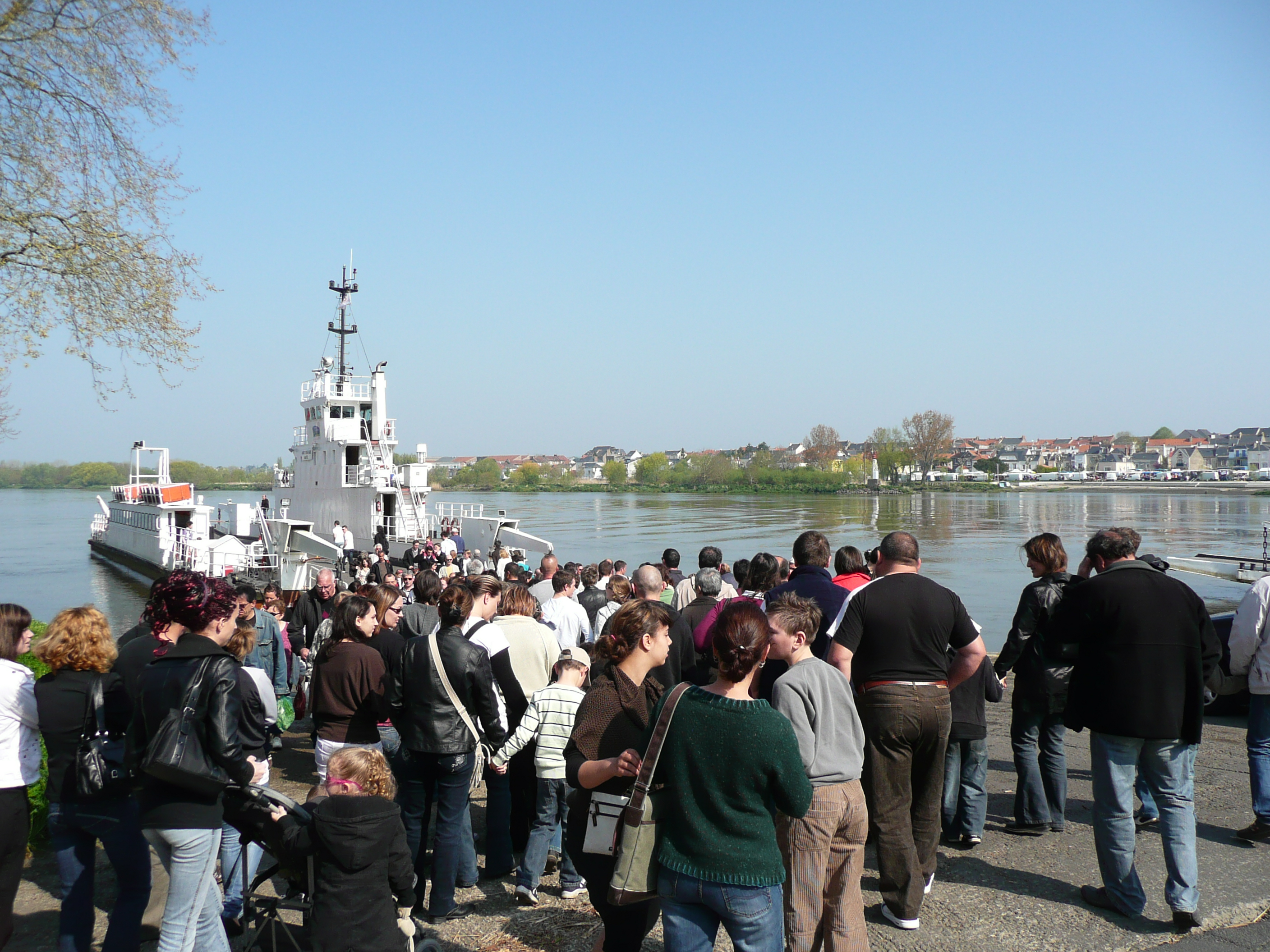
Anne de Bretagne au départ de Basse-Indre.

Un bac permet de relier Basse-Indre (nord Loire, rive droite) à Indret (sud Loire, rive gauche).

#### Pont transbordeur
Un projet de pont transbordeur a été proposé par Ferdinand Arnodin, en 1904, pour relier Basse-Indre à Indret. Les débats à propos de ce projet se sont poursuivis au conseil général de la Loire-Inférieure jusqu'en 1912. Ce pont à transbordeur, qui devait être similaire à celui réalisé à Nantes (1903-1958), n'a jamais été construit.

## Toponymie
Le nom de la localité est attesté successivement sous les formes Antrum et Antrinse monasterium en 840, Andra en 1144, Aindre et Indre en 1638.
Indre possède un nom en gallo, la langue d'oïl locale : Aendr (écriture ELG). La forme bretonne proposée par l'Office public de la langue bretonne est Antr.

## Histoire
Sous l'Ancien Régime, la paroisse d'Indre, dans le pays historique du Pays nantais, faisait partie de l'évêché de Nantes en Bretagne.

### Moyen Âge
Source : note
À la fin du Ve siècle, des Saxons s'y fortifièrent avant d'assiéger Nantes en 490.
Le monastère d'Indre
En l'an 630, Pasquier, évêque de Nantes, forma avec son peuple le désir de bâtir un monastère à proximité de Nantes dont il gouvernerait l'église. Le prélat envoya à l'abbé Lambert de l'abbaye de Fontenelle (actuellement abbaye de Saint-Wandrille en Seine-Maritime), des messagers pour autoriser les moines de son ordre à s'établir aux environs de Nantes dans le lieu qu'ils choisiraient.
Hermeland fut désigné comme réunissant toutes les qualités pour fonder un monastère en Bretagne. Il partit de l'abbaye de Fontenelle avec douze autres frères. Arrivés à Nantes, les moines s'embarquèrent sur deux chaloupes pour descendre l'estuaire de la Loire ; rapidement, ils abordèrent dans une île (Basse-Indre) couverte de forêts épaisses et bordée de prairies dominant toutes celles qui l'entouraient. Hermeland découvrit dans l'île des antres et cavernes et l'appela Antrum. Il visita une seconde île (Indret), plus petite et la nomma Antricinium (« petit antre » en latin). après concertation avec l'évêque Pasquier, Hermeland fonda sur l'île d'Antrum un monastère et deux églises en l'honneur de saint Paul et saint Pierre. Il acheva son œuvre entre 670 et 678. En 680, l'évêque Agathée (ou Agatheus) donna ce couvent à l'ordre de Saint-Benoît.
Le 24 ou 25 juin 843 le monastère fut détruit par les Normands, qui descendaient la Loire après avoir saccagé Nantes. Sur ses ruines fut construit un prieuré.
Le château et l'île d'Indret
En 1005, Budic, comte de Nantes, fit construire un château sur l'île d'Indret, où en 1026 fut célébré le mariage de sa sœur Judith avec Alain Canhiart, comte de Cornouaille.
Au XVe siècle, l'île d’Indret appartient aux ducs de Bretagne (qui sont aussi comtes de Nantes) : Jean V, puis François Ier qui donne le château à Marguerite d'Orléans, comtesse d'Étampes et de Vertou. L'île est ensuite donnée à Gilles de Condest suivant contrat rédigé par maître Rolland de La Villéon, agissant au nom de la duchesse Anne. À la suite du mariage d’Anne de Bretagne, l'île et ses dépendances reviennent à la couronne de France.

### Temps modernes
Le château et l'île d'Indret

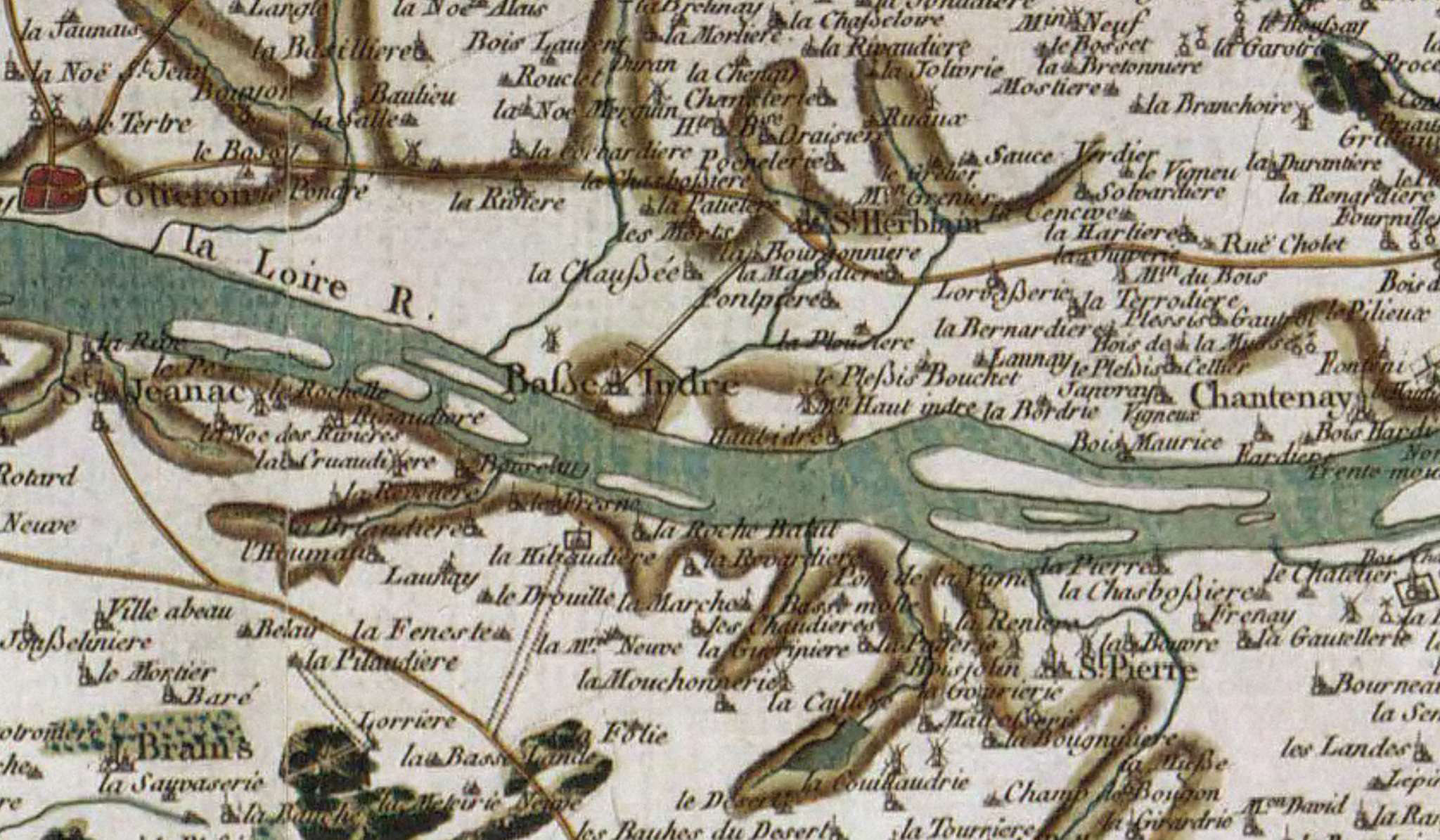
Indre sur la carte de Cassini, relevé de 1789 à 1815.

En 1588, l'île est donnée par Henri II au duc de Mercœur, et Philippe-Emmanuel de Lorraine fit rétablir le château.
Elle est ensuite la propriété de Louis Duplessis, sieur de Guenouville, qui la cède en 1642 au roi Louis XIII, en échange des fiefs de la Prairie de Biesse et du pont de Vertais (sur les îles de Nantes). En 1650, la régente Anne d’Autriche donne la terre et le château en apanage au chef d'escadre Abraham Duquesne pour le dédommager des sommes que lui avait coûté l'armement de la flotte qui avait battu les Anglais et les Espagnols à l'embouchure de la Gironde. Mais Abraham Duquesne, qui est protestant, s'exile en Suisse, après la révocation de l'édit de Nantes.
En 1777, une usine de la Marine royale destinée à la production de canons y est établie : la fonderie d'Indret, qui deviendra DCNS puis origine de l'actuel établissement de Naval Group .

### Époque contemporaine
XIXe siècle
L'industrialisation de la région nantaise a lieu notamment à Indre, où la métallurgie se développe au XIXe siècle.
Une usine à laminer le fer est fondée en 1821 à Basse-Indre par des Gallois, qui utilisent pour cela un ancien chantier naval appartenant à la famille Crucy. L'armateur nantais Thomas Dobrée (père)  en devient l'agent général. L'usine comporte des fours à puddler pour affiner la fonte et des laminoirs pour produire notamment des feuillards. C'est une des premières forges à l'anglaise établies en France sous la Restauration : les Forges de Basse-Indre. Le 8 mars 1846, l'usine devient une société en commandite sous la raison sociale A. Langlois et Cie avec un capital de 2 500 000 francs, divisé en 5 000 actions de 500 francs chacune. À la fin du siècle, l'entreprise s'associe avec un de ses gros clients, Jules Joseph Carnaud, un ferblantier parisien installé à Nantes ; l'entreprise issue de cette association prend le nom de JJ Carnaud et Forges de Basse-Indre (ou : Carnaud-Basse-Indre) et va être un leader français du fer blanc et de la boîte de conserve. Par la suite, dans le cadre des vicissitudes de la sidérurgie française, elle a fait partie de la Sollac, d'Usinor, et actuellement, d'Arcelor-Mittal, sous la forme de la filiale Carnaud Metalbox. L'usine de Basse-Indre relève cependant d'une autre filiale : Arcelor Packaging International.
D'autre part, en 1821, l'établissement royal d'Indret embauche deux mille personnes et se met à fabriquer des machines à vapeur pour la marine,.
XXe siècle
Une troisième grande usine s'ajoute aux deux précédentes dans les années 1920 : l'usine de fertilisants installée par la Compagnie bordelaise.

## Politique et administration

### Rattachements administratifs et électoraux

#### Circonscriptions de rattachement
Indre appartient à l'arrondissement de Nantes et au canton de Saint-Herblain-1 depuis le redécoupage cantonal de 2014. Avant cette date, la commune a successivement appartenu aux cantons de Nantes-VI (1801-1908), Nantes-VII (1908-1973), Saint-Herblain (1973-1982) et Saint-Herblain-Ouest-Indre (1982-2015).
Pour l'élection des députés, Indre fait partie de la troisième circonscription de la Loire-Atlantique, représentée depuis juin 2022 par Ségolène Amiot (LFI-NUPES). Sous la Ve République, elle a été rattachée à la 2e circonscription (1958-1986) puis à la 3e depuis le redécoupage électoral de 1986 entré en vigueur en 1988.

#### Intercommunalité
La commune appartient à Nantes Métropole depuis la création de l'intercommunalité. Cette dernière a succédé à la Communauté urbaine de Nantes (CUN). Au sein de la métropole, Indre appartient au pôle de proximité « Loire-Chézine ».
| Élections                  | Élections                     | Circonscription électorale | Élu de la circonscription        | Élu de la circonscription | Élu de la circonscription | Élu de la circonscription |
| Niveau                     | Type                          | Circonscription électorale | Titre                            | Nom                       | Début de mandat           | Fin de mandat             |
| -------------------------- | ----------------------------- | -------------------------- | -------------------------------- | ------------------------- | ------------------------- | ------------------------- |
| Commune / Intercommunalité | Municipales et communautaires | Indre                      | Maire                            | Anthony Berthelot         | 2020                      | 2026                      |
| Commune / Intercommunalité | Municipales et communautaires | Nantes Métropole           | Présidente de l'intercommunalité | Johanna Rolland           | 2020                      | 2026                      |
| Département                | Départementales               | Canton de Saint-Herblain-1 | Conseiller départemental         | Hervé Corouge             | 2021                      | 2028                      |
| Département                | Départementales               | Canton de Saint-Herblain-1 | Conseillère départementale       | Carole Grelaud            | 2021                      | 2028                      |
| Région                     | Régionales                    | Pays de la Loire           | Présidente du conseil régional   | Christelle Morançais      | 2021                      | 2028                      |
| Pays                       | Législatives                  | Troisième circonscription  | Députée                          | Ségolène Amiot            | 2022                      | 2027                      |

#### Institutions judiciaires
Sur le plan des institutions judiciaires, la commune relève du tribunal judiciaire (qui a remplacé le tribunal d'instance et le tribunal de grande instance le 1er janvier 2020), du tribunal pour enfants, du conseil de prud’hommes, du tribunal de commerce, du tribunal administratif et de la cour administrative d'appel de Nantes et de la cour d’appel de Rennes.

### Administration municipale
Le nombre d'habitants au dernier recensement étant compris entre 3 500 et 4 999, le nombre de membres du conseil municipal est de 27.

### Tendances politiques et résultats
Historiquement, Indre est une commune solidement ancrée à gauche. Depuis l'élection d'Emmanuel Mocquard en mai 1925, la ville élit des maires membres de la SFIO puis du Parti socialiste ou des divers gauche. Cette tendance se confirme lors des scrutins nationaux avec des scores élevés pour la gauche et a contrario des résultats électoraux plus faibles de la droite et de l'extrême-droite.
Ainsi, lors de l'élection présidentielle de 2007, elle est la commune de Loire-Atlantique où la candidate du PS a recueilli le plus de voix au premier et au second tour.
L'élection d'Emmanuel Macron en 2017 a très peu changé la donne, les candidats de La République en marche arrivant uniquement en tête lors du premier tour des législatives et du second tour de la présidentielle.
Lors du premier tour de l'élection présidentielle de 2022, Jean-Luc Mélenchon arrive en tête devant Emmanuel Macron et Marine Le Pen. Par rapport au scrutin précédent, le candidat LFI progresse de deux points tandis que le président sortant est en recul et que la candidate d'extrême-droite reste stable. Au second tour, le président Macron remporte 75,29 % des suffrages exprimés face à la candidate du Rassemblement national. Aux élections législatives, la candidate de La France insoumise (investie par la Nouvelle Union populaire) Ségolène Amiot vire très largement en tête au premier tour – recueillant même la majorité des suffrages – devant la députée macroniste sortante Anne-France Brunet et au second, c'est la candidate NUPES qui remporte le scrutin.

### Les maires d'Indre
Depuis l'après-guerre, onze maires se sont succédé à la tête de la commune.

## Population et société

### Démographie
Selon le classement établi par l'Insee, Indre fait partie de l'aire urbaine, de l'unité urbaine, de la zone d'emploi et du bassin de vie de Nantes. Toujours selon l'Insee, en 2010, la répartition de la population sur le territoire de la commune était considérée comme « intermédiaire » : 95 % des habitants résidaient dans des zones « intermédiaires » et 5 % dans des zones « peu denses ».

#### Évolution démographique
La commune depuis deux siècles subit de légères variations du nombre d'habitants, cela étant dû à la taille de la commune et à la présence de trois grandes industries qui occupent une grande part du territoire mais également à la création d'un arrêté municipal limitant la hauteur des habitations à 13 m.
L'évolution du nombre d'habitants est connue à travers les recensements de la population effectués dans la commune depuis 1793. Pour les communes de moins de 10 000 habitants, une enquête de recensement portant sur toute la population est réalisée tous les cinq ans, les populations de référence des années intermédiaires étant quant à elles estimées par interpolation ou extrapolation. Pour la commune, le premier recensement exhaustif entrant dans le cadre du nouveau dispositif a été réalisé en 2006.

En 2022, la commune comptait 4 172 habitants, en évolution de +6,56 % par rapport à 2016 (Loire-Atlantique : +6,68 %, France hors Mayotte : +2,11 %).
| 1793  | 1800  | 1806  | 1821  | 1831  | 1836  | 1841  | 1846  | 1851  |
| ----- | ----- | ----- | ----- | ----- | ----- | ----- | ----- | ----- |
| 1 360 | 1 595 | 1 930 | 1 446 | 2 305 | 2 745 | 3 498 | 3 483 | 3 497 |

| 1856  | 1861  | 1866  | 1872  | 1876  | 1881  | 1886  | 1891  | 1896  |
| ----- | ----- | ----- | ----- | ----- | ----- | ----- | ----- | ----- |
| 3 819 | 3 840 | 3 660 | 3 553 | 3 351 | 3 304 | 3 411 | 3 517 | 3 739 |

| 1901  | 1906  | 1911  | 1921  | 1926  | 1931  | 1936  | 1946  | 1954  |
| ----- | ----- | ----- | ----- | ----- | ----- | ----- | ----- | ----- |
| 3 792 | 3 872 | 4 050 | 4 323 | 4 324 | 4 379 | 4 244 | 4 477 | 4 571 |

| 1962  | 1968  | 1975  | 1982  | 1990  | 1999  | 2006  | 2011  | 2016  |
| ----- | ----- | ----- | ----- | ----- | ----- | ----- | ----- | ----- |
| 4 625 | 4 286 | 3 709 | 3 513 | 3 262 | 3 641 | 3 688 | 4 026 | 3 915 |

| 2021  | 2022  | - | - | - | - | - | - | - |
| ----- | ----- | - | - | - | - | - | - | - |
| 4 130 | 4 172 | - | - | - | - | - | - | - |

#### Pyramide des âges
La population de la commune est relativement jeune.
En 2018, le taux de personnes d'un âge inférieur à 30 ans s'élève à 36,5 %, soit en dessous de la moyenne départementale (37,3 %). À l'inverse, le taux de personnes d'âge supérieur à 60 ans est de 19,6 % la même année, alors qu'il est de 23,8 % au niveau départemental.
En 2018, la commune comptait 1 963 hommes pour 2 074 femmes, soit un taux de 51,37 % de femmes, légèrement inférieur au taux départemental (51,42 %).
Les pyramides des âges de la commune et du département s'établissent comme suit.
| Hommes | Classe d’âge | Femmes |
| ------ | ------------ | ------ |
| 0,6    | 90 ou +      | 0,7    |
| 4,3    | 75-89 ans    | 8,3    |
| 12,2   | 60-74 ans    | 13,0   |
| 20,8   | 45-59 ans    | 21,0   |
| 24,0   | 30-44 ans    | 22,1   |
| 16,9   | 15-29 ans    | 14,7   |
| 21,1   | 0-14 ans     | 20,3   |

| Hommes | Classe d’âge | Femmes |
| ------ | ------------ | ------ |
| 0,6    | 90 ou +      | 1,8    |
| 6      | 75-89 ans    | 8,6    |
| 15,1   | 60-74 ans    | 16,4   |
| 19,4   | 45-59 ans    | 18,8   |
| 20,1   | 30-44 ans    | 19,3   |
| 19,2   | 15-29 ans    | 17,4   |
| 19,5   | 0-14 ans     | 17,6   |

#### Mouvement naturel de la population
Le tableau suivant présente l'évolution du nombre de naissances et de décès entre 1975 et 1999.
| Naissances et décès | Naissances et décès  | Naissances et décès | Naissances et décès | Naissances et décès                | Naissances et décès | Naissances et décès | Naissances et décès | Naissances et décès | Naissances et décès |
| Période             | Nombre de naissances | Nombre de décès     | Solde naturel       | Variation absolue de la population | Taux                | Taux                | Taux annuel         | Taux annuel         | Taux annuel         |
| Période             | Nombre de naissances | Nombre de décès     | Solde naturel       | Variation absolue de la population | Natalité            | Mortalité           | Solde naturel       | Solde migratoire    | Solde total         |
| ------------------- | -------------------- | ------------------- | ------------------- | ---------------------------------- | ------------------- | ------------------- | ------------------- | ------------------- | ------------------- |
| 1975-1982           | 339                  | 278                 | 61                  | -196                               | 13,30 ‰             | 10,90 ‰             | + 0,24%             | -1,01 %             | -0,77 %             |
| 1982-1990           | 335                  | 275                 | 61                  | -251                               | 12,30 ‰             | 10,06 ‰             | +0,22 %             | -1,15 %             | -0,92 %             |
| 1990-1999           | 383                  | 269                 | 114                 | 381                                | 12,40 ‰             | 8,71 ‰              | +0,37 %             | +0,86 %             | + 1,23%             |

### Manifestations culturelles et festivités
- Fêtes des civelles à Basse-Indre.
- Fêtes des Anguilles à Haute-Indre.
- Fêtes des sardines à Haute-Indre.

### Enseignement
La commune relève de l'académie de Nantes.
Quatre groupes scolaires comprenant chacun une école maternelle et une école primaire dispensent l'enseignement à Indre :
- école privée Sainte-Anne (Basse-Indre) ;
- école publique Jules-Ferry (Basse-Indre) ;
- école publique Pierre-Mara (Haute-Indre) ;

L'école publique Georges-Brassens (Indret) a été fermée en 2010.
Il n'y a plus d'établissement d'enseignement secondaire sur la commune. Il a existé un collège qui a été transféré et agrandi à Saint-Herblain. L'ancien collège est maintenant une école de musique.

### Sports et loisirs
Le sentiment identitaire des habitants de chaque îles est renforcé par la présence d'amicales laïques à Basse-Indre et Haute-Indre, ainsi qu'une association sportive et culturelle à Indret.
La commune possède de nombreuses associations sportives et culturelles, plus de 40 associations (une association pour 92 habitants).
- Indre BC : le club de basket-ball de la commune a été créé sous l'appellation AL Basse-Indre en août 1945. La section basket prend ensuite le nom d'Indre Basket Club (Indre BC) en 2012.
- US Basse-Indre : il s'agit du club de football de la commune fondé en 1916[55]. Le 16 avril 2016, le club a fêté ses 100 ans.
- Club de boxe des 3 Îles : le club de boxe de la commune est le deuxième de la commune en nombre d'adhérents (160 en 2017)[56].
- Cercle Nautique d'Indre : Club d'aviron, l'association existe depuis plus de 30 ans et compte 70 adhérents

Bien d'autres sports sont proposés sur l'ensemble de la commune.
Une course cycliste eut lieu entre les deux villes entre 1955 et 1963.

## Économie

### Commerce et artisanat
Indre possède plusieurs boulangeries, coiffeurs, cafés, restaurants et deux snacks.
Il y a aussi de nombreux artisans (plombier-chauffagiste...).
Des professions libérales se sont installées à Indre (médecin, architecte, infographiste en indépendant).
Indre possède aussi depuis 2008 un hard-discount Leader Price (repris ensuite par l’enseigne ALDI), ayant pris la place de Netto et de Ecomarché qui se trouvait auparavant au même endroit.

### Marchés
Le marché dominical de Basse-Indre accueille 4 500 à 6 000 visiteurs et 250 commerçants chaque semaine. La diversité de produits proposés, le nombre de commerçants en fait un des marchés les plus réputés de l'agglomération.
Depuis le 8 janvier 2020, le marché du jeudi matin est déplacé au mercredi après-midi au même endroit que celui du dimanche, sur la place Jean Bordais. Ce sont essentiellement les habitants de la commune qui viennent faire leurs provisions auprès d'un marchand de fruits et légumes, d'un charcutier, d'un poissonnier, d'un traiteur et d'un crêpier entre 15 et 19 heures.

### Pôles industriels
Trois grands établissements industriels ont marqué l'histoire économique d'Indre.
Deux d'entre eux fonctionnent encore actuellement (2010) :
- DCNS Propulsion (Indret), à l'origine Fonderie royale d'Indret (cf. partie Histoire), aujourd'hui Naval Group ;
- Arcelor Packaging International (Basse-Indre) : fabrique d'emballage en acier, anciennement Forges de Basse-Indre (idem). Son projet d'augmenter sa production d'anodes d'étain est un débat parmi les élu-e-s qui ont voté dans un sens favorable, à la différence de commune avoisinante (Bouguenais qui s'y oppose)[58].

En revanche, AZF Soferti, fabrique de fertilisants (Basse-Indre), a cessé sa production le vendredi 30 juin 2007.

## Culture locale et patrimoine

### Patrimoine architectural

#### Bâtiment de l'horloge
Ce bâtiment dit « de l’horloge », est un témoin du riche passé industriel d’Indret. Il aurait été l’orangerie du château. John Wilkinson, en 1777, transforme ce pavillon en atelier de menuiserie nécessaire à la fonderie de canons pour la confection de moules en bois. La superbe toiture est supportée par une charpente en forme de carène inversée de navire qui symbolise le chantier naval, volonté de symbiose entre patrimoine industriel et architectural. Ce bâtiment servit d’infirmerie vers le milieu du XIXe siècle, de prison et enfin de local pour les gardiens, l’entrée de l’établissement étant à proximité.

#### Église Saint-Hermeland
L’église Saint-Hermeland (1870-1889), œuvre de l'architecte René Michel Menard (1843-1895). Cette église est édifiée sur l’emplacement d’un ancien cimetière et d’une ancienne église. La tour et la flèche datent de 1889.

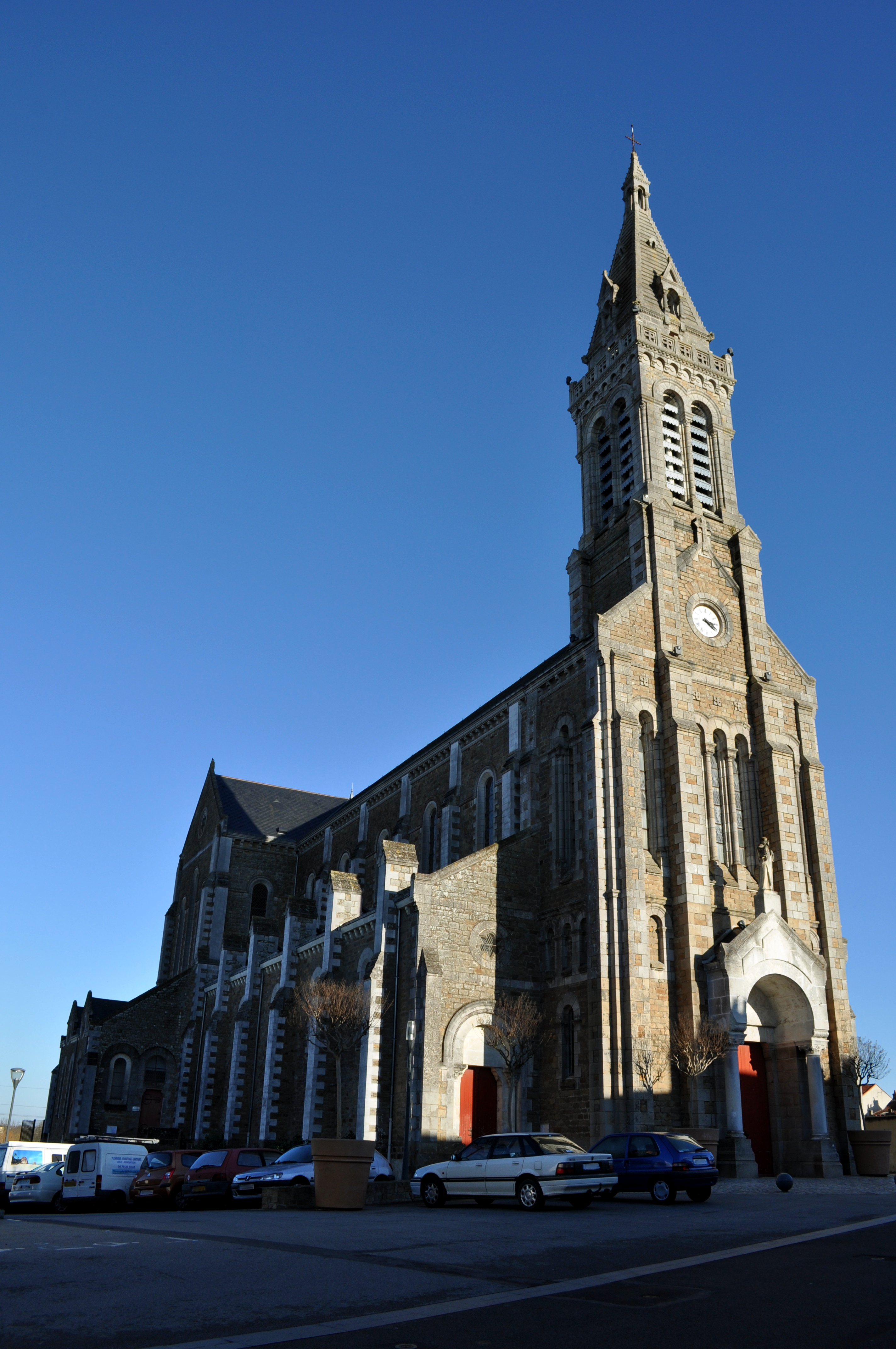
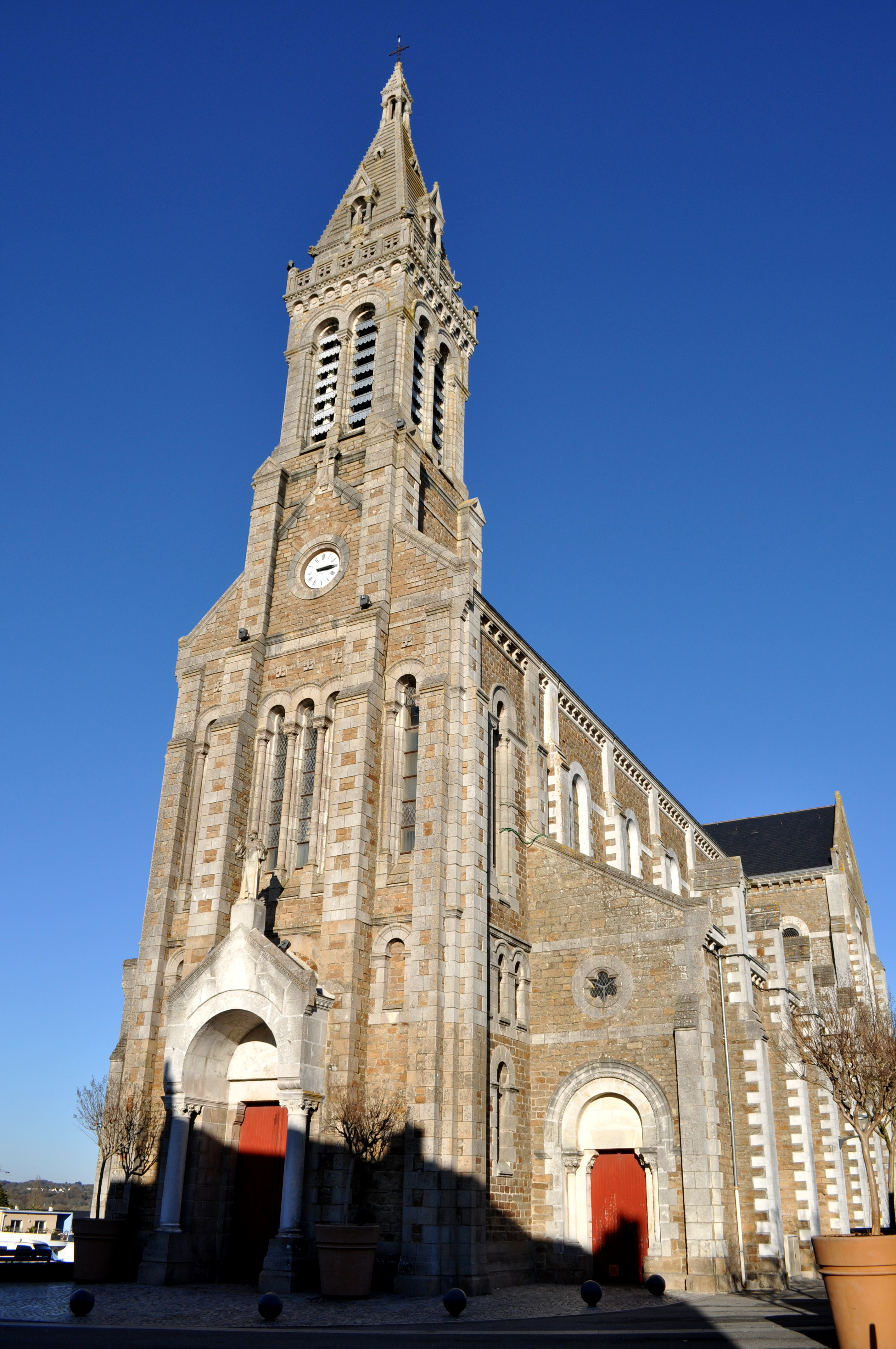
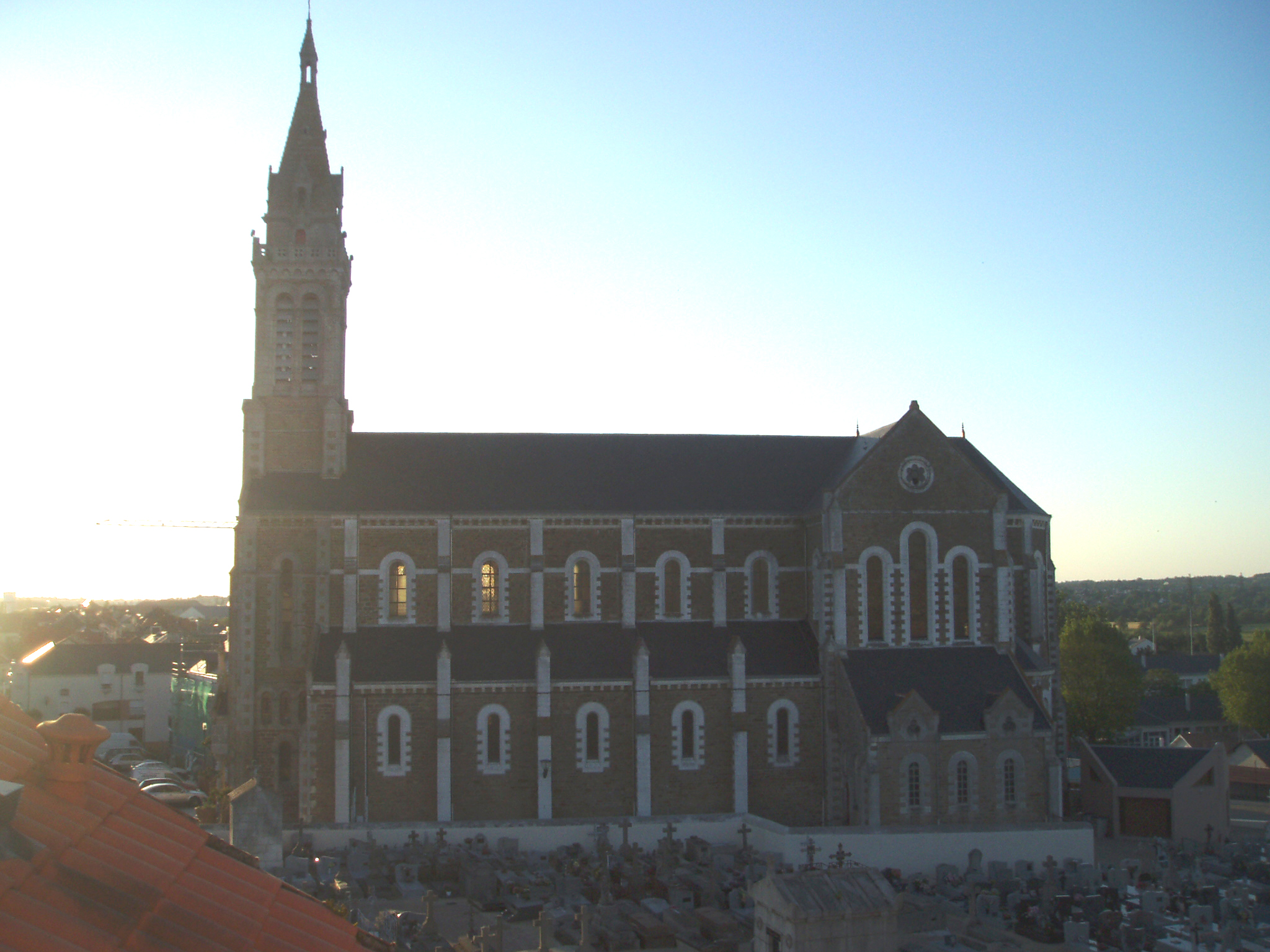
L'église Saint-Hermeland à Basse-Indre dans la commune d'Indre.
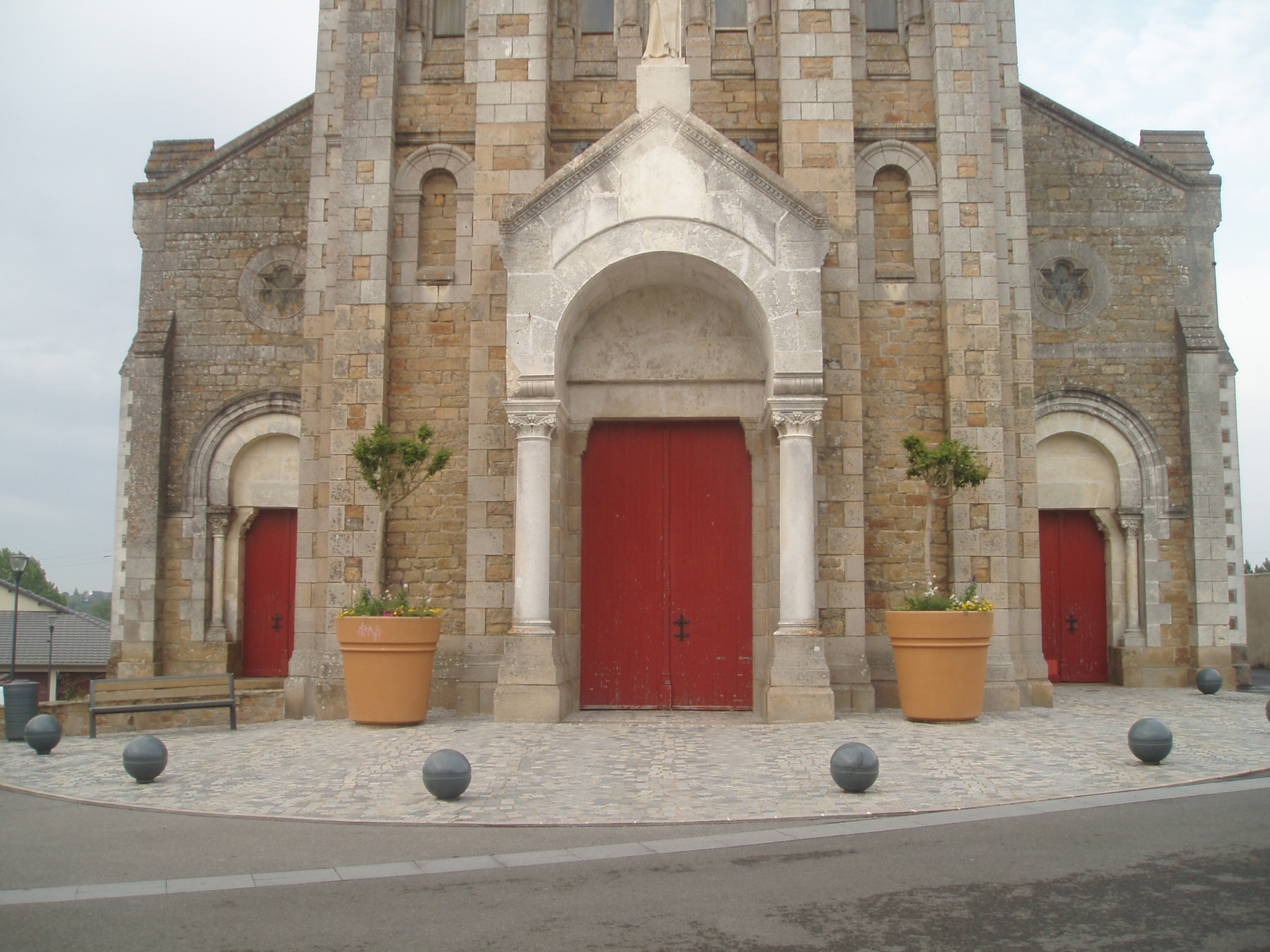
Le parvis de l'église de Basse-Indre.
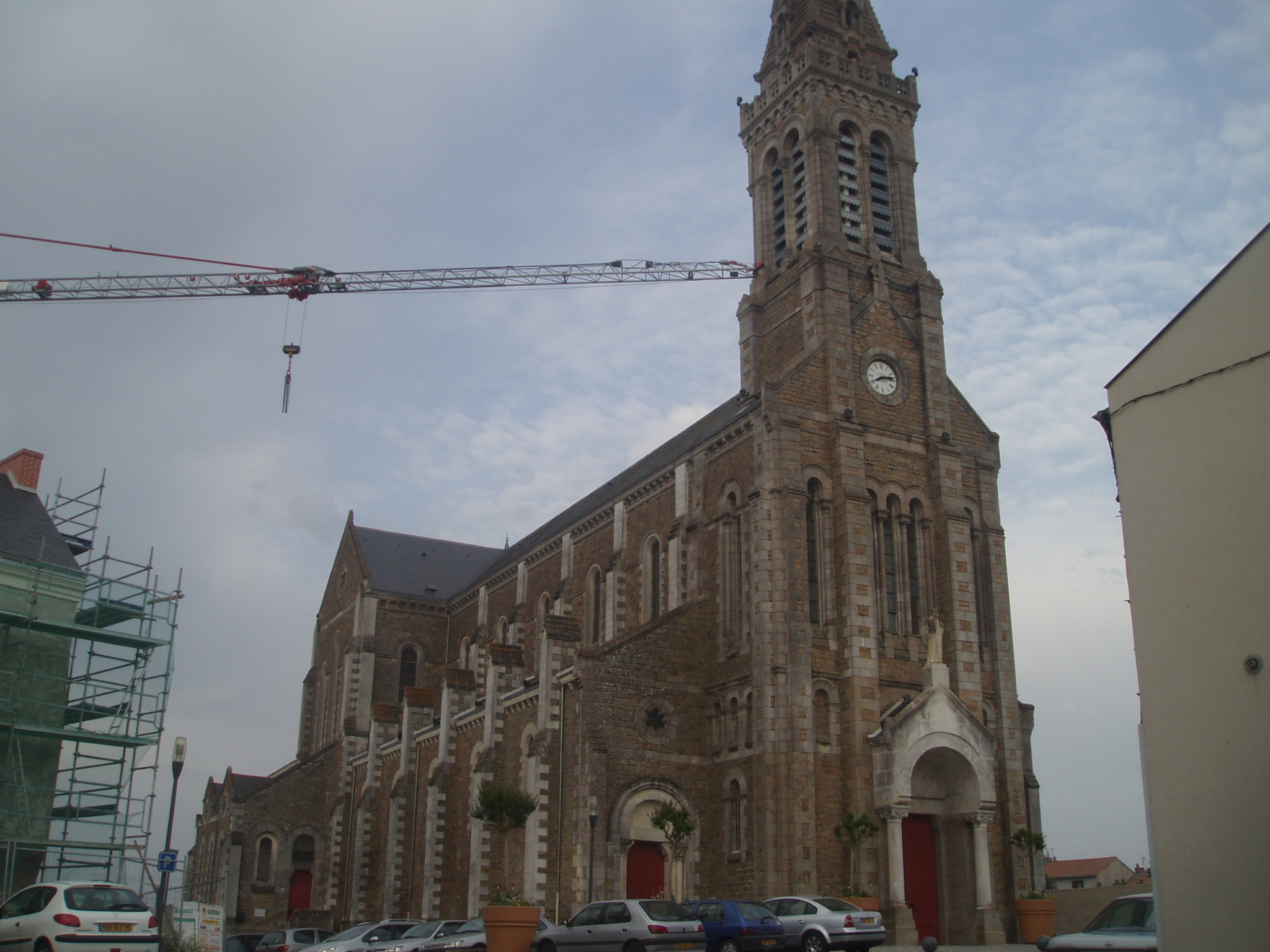
L'église de Basse-Indre vue depuis la rue François-Mabit.

#### Ermitage Saint-Hermeland
Dans la partie ouest de l'île d'Indret, au bout de l'établissement industriel, se dresse une étrange construction en pierres, prétendument datée de l'époque de Saint Hermeland (VIIe siècle). Elle est composée de deux tours jointes, flanquées d'un escalier qui rampe et monte sur la tour sud, jusque sur un toit terrasse où a été coulée de la fonte.
Il s'agit en fait d'un ancien corps de garde avec plateforme d'artillerie bâtie à l'époque de Louis XIV et ayant encore servi en 1793 pendant la Révolution et en 1815 avant de devenir simple loge de gardien en 1828 puis d'être habillé d'un placage de gros blocs de pierre disparates « dans le style carolingien » en 1863 pour en dissimuler la fonction première et lui donner l'aspect d'un « ermitage ».
Bien que le bâtiment n'ait pas été retenu en 1982 en vue d'une inscription à l'inventaire supplémentaire des monuments historiques (les experts ayant conclu au caractère subactuel de l'intérieur - XIXe siècle, à un gros œuvre relativement récent - 300 ou 400 ans, et à un manque total d'intérêt archéologique), il n'en demeure pas moins présenté aux visiteurs comme « ermitage ».

#### Château Mercœur
Situé au centre de l'île d'Indret, c'était à l'origine un château fort flanqué  de quatre tours. Construit au XIe siècle, il a subi des remaniements à partir du XVe siècle.
En 1828, les fossés ont été comblés et le pont-levis supprimé.

#### Chapelle Forerie
La chapelle Forerie (XVIIIe siècle). Ce bâtiment était une partie de la Fonderie d'Indret, créée en 1777 pour la Marine par le maître de forges anglais William Wilkinson. Elle fut transformée en chapelle, puis en église le 19 janvier 1844, elle ferma ces portes en 1976.
La forerie était actionnée par deux grandes roues hydrauliques de 20 pieds (6,5 m) de diamètre
.

### Patrimoine culturel

#### Indre dans la littérature
- Dans Mémoires d'un touriste, Stendhal fait référence à l'arsenal d'Indret.

« L'arsenal d’Indret, où la marine fait de grandes constructions, donne l'idée de l'utile, mais n'a rien de beau. On aperçoit en passant de grands magasins oblongs, assez bas et couverts d'ardoises, et force bateaux à vapeur dans leurs chantiers; on voit s'élever en tourbillonnant d'énormes masses de fumée noire. Il y a là un homme d'un vrai mérite, M. Gingembre; mais, comme M. Amoros à Paris, il doit dévorer bien des contrariétés. ».
- Honoré de Balzac, dans son livre Béatrix fait référence à Basse-Indre et aux forges d'Indret.

« On ne tient pas contre de telles réponses, surtout quand elles sont accompagnées d'un séjour de trois heures dans une chétive auberge de la Basse-Indre, où nous avons déjeuné de poisson frais dans une petite chambre comme en peignent les peintres de genre, et par les fenêtres de laquelle on entendait mugir les forges d’Indret à travers la belle nappe de la Loire. En voyant comment tournaient les expériences de l'Expérience, je me suis écriée : - Ah ! chère Félicité !... Calyste, incapable de soupçonner les conseils de la religieuse et la duplicité de ma conduite, a fait un divin calembour ; il m'a coupé la parole en me répondant : - Gardons-en le souvenir ? nous enverrons un artiste pour copier ce paysage. Non, j'ai ri, chère maman, à déconcerter Calyste et je l'ai vu bien près de se fâcher. - Mais, lui dis-je, il y a de ce paysage, de cette scène, un tableau dans mon cœur qui ne s'effacera jamais, et d'une couleur inimitable. »
- Alphonse Daudet, dans son livre Jack, situe une partie de l'histoire à Indret.

L'un des personnages est nommé « Labassindre ». « Et il leur racontait son temps de forgeron à l'usine d'Indret, alors qu'il s'appelait simplement Roudic, car ce nom de Labassindre qu'il portait était le nom de son village : La Basse-Indre, un gros bourg breton des bords de la Loire. » Un film a été tourné par la télévision sur le site originel de l'histoire autour de l'entrée marquée du fronton « Indret marine impériale », du bâtiment de l'horloge, et du « chapeau de tôle », la buvette (reconstituée) qui accueillait les ouvriers à la sortie du travail.

#### Gastronomie
La spécialité gastronomique de la commune est la civelle, alevin de l'anguille, qui aujourd'hui ne se pêche plus sur la commune. Jadis Basse-Indre était le premier port civellier de France. Tous les ans, à la fin mars depuis 1965 l'on fête ce passé historique en organisant la fête des civelles, qui propose des dégustations de civelles nature ou à la sauce Basse-Indraise (recette tenue secrète).

### Personnalités liées à la commune
- Jules Joseph Carnaud, industriel parisien et nantais du fer blanc, créateur en association avec les Forges de Basse-Indre de l'entreprise JJ Carnaud et Forges de Basse-Indre (1902).
- Léonce-Henri Burel, directeur français de la photographie et de l'image, né le 23 novembre 1892 à Indret, et décédé le 21 mars 1977 à Mougins (Alpes-Maritimes).
- Jean Cremet, ouvrier chaudronnier à l'arsenal d'Indret et militant anarcho-syndicaliste.
- Jean Daniel (1847-1909), homme politique français, est né à Indre.
- René Bolloré (1847-1904), fils de Jean-René Bolloré, fondateur des papeteries Bolloré, est né à Indret[61].
- Eugène Kérivel, militant et résistant communiste, capitaine côtier dans le service des Ponts et Chaussées à St Nazaire, domicilié rue 8 quai Jeanne d’Arc à Indre. Fusillé à Chateaubriant – Carrière des fusillés le 21 octobre 1941, avec 26 autres otages aux côtés de Guy Moquet (17 ans), dans la 3e et dernière salve de 9 condamnés et prisonniers politiques à 16 h 10. Léoncie Kérivel, son épouse, elle aussi militante communiste et résistante, également arrêtée à Indre en Juillet 1941 et internée au camp de Choisel dans la baraque des femmes.
- Alphonse Guihot, chaudronnier aux Forges d'Indre, résistant FFI, né en 1919, exécuté le 6 août 1944 à Aigrefeuille-sur-Maine[62].

### Héraldique
| Blason | Blasonnement : De gueules à une galère d'argent voguant sur une mer du même ; au chef aussi d'argent chargé du mot « INDRE » en majuscules de sable. Commentaires : La galère rappelle la vocation maritime de la commune. ( Attention : le navire dessiné ici sur le blason n'est pas une galère). Blason conçu par un prisonnier de guerre en 1943. |

 Version bretonne du blason : de gueules à une galère d'argent voguant sur une mer du même ; au chef d'argent chargé du mot « Endrez » de sable.